# 竹腰正己
竹腰 正己（たけのこし まさわれ、1871年10月4日（明治4年8月20日）- 1933年（昭和8年）10月4日）は、明治から大正期の政治家、華族。貴族院男爵議員。幼名・於兔。

## 経歴
旧美濃国今尾藩主・竹腰正旧の長男として生まれる。父の隠居に伴い、1877年（明治10年）12月22日に家督を継承。1884年（明治17年）7月8日、男爵を叙爵した。
学習院を卒業後、1892年（明治25年）5月、アメリカ合衆国に留学し、テネシー州カンバーランド大学で法律学を学び、法律学士となり、1894年（明治27年）11月に帰国した。
1911年（明治44年）7月10日、貴族院男爵議員に選出され、研究会に所属して活動し、1925年（大正14年）7月9日まで2期在任した。

## 親族
- 養子 竹腰正文（男爵、東久世通禧四男）[1]